# Chiayi-Westbezirk
Chiayi-Westbezirk (chinesisch 嘉義市西區, Pinyin Jiāyì shì Xīqū, taiwanisch: Ka-gī-chhī Se-khu) ist ein Bezirk der taiwanischen Stadt Chiayi. Hier befinden sich Chiayis Bahnhof und der Stadtrat.

## Lage und Beschreibung

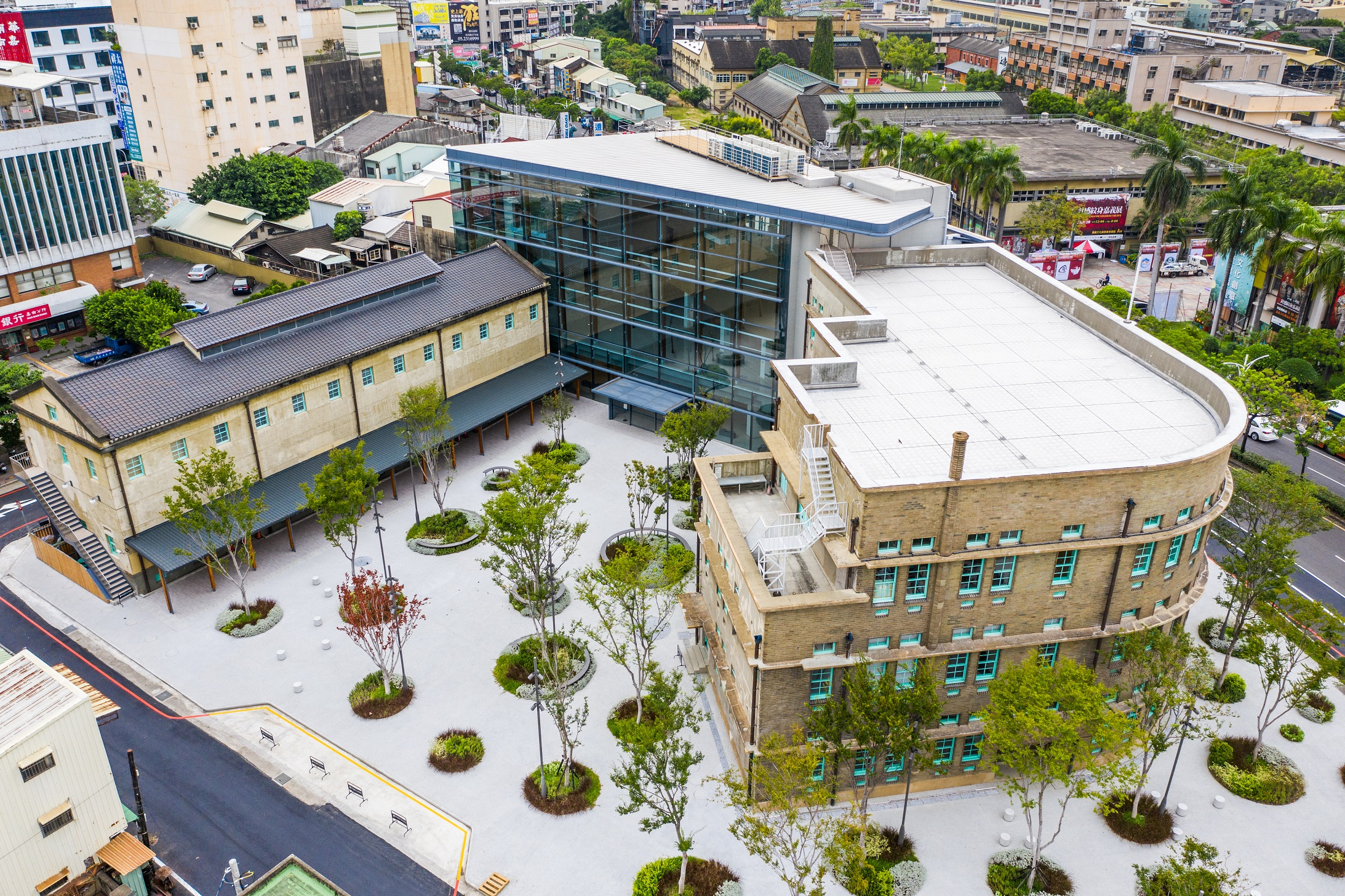
Das Kunstmuseum Chiayi

Chiayi liegt im Norden der Jianan-Ebene. Der Westbezirk grenzt im Osten an den Ostbezirk, mit dem zusammen er die Stadt Chiayi bildet. Davon abgesehen ist er von Gemeinden des Landkreises Chiayi umgeben: der Landgemeinde Minxiong im Norden, der Stadt Taibao im Westen und den Landgemeinden Shuishang und Zhongpu im Süden.

## Geschichte
Die ursprünglichen Bewohner des heutigen Gebiets von Chiayi waren taiwanische Ureinwohner vom Volk der Hoanya. Nachdem Niederländer und das Königreich Tungning die Gegend im 17. Jahrhundert für kurze Zeit kontrollierten, wurde es während der Qing-Herrschaft zum Zentrum des Landkreises Zhuluo (諸羅) und 1787 in Chiayi umbenannt.
Chiayi war einer der Hauptschauplätze der Unruhen im Zuge des Zwischenfalls vom 28. Februar 1947, woran heute das 228-Mahnmal des sich im benachbarten Ostbezirk befindenden Chiayi-Parks erinnert.
Die Teilung der Stadt in einen West- und einen Ostbezirk, etwa entlang der Wenhua Road (文化路) und der Guohua Street (國華街), erfolgte im Jahr 1990.

## Verkehr und Wirtschaft
Im Westbezirk befindet sich der Bahnhof der Stadt Chiayi (Taiwanische Eisenbahn (TRA)). Hier hält auch die Alishan-Waldbahn.
Die Autobahn Nationalstraße 1  streift den Bezirk am Westrand mit der Ausfahrt Chiayi. Darüber hinaus durchqueren die Provinzstraßen 1 und 18 den Bezirk von Nordost nach Südwest bzw. von Nordwest nach Südost.
Der öffentliche Nahverkehr wird von Buslinien bestritten.
Die Stadt Chiayi war wie der sie umgebende Landkreis früher von Reis- und Zuckerrohranbau geprägt. Zur Zeit der japanischen Herrschaft über Taiwan gab es vermehrt kleine und mittlere Unternehmen. Erst nach dem Zweiten Weltkrieg siedelten sich auch größere Industrieunternehmen an. Der westliche Rand des Westbezirks ist nach wie vor ländlich geprägt.

## Kultur und Sehenswürdigkeiten

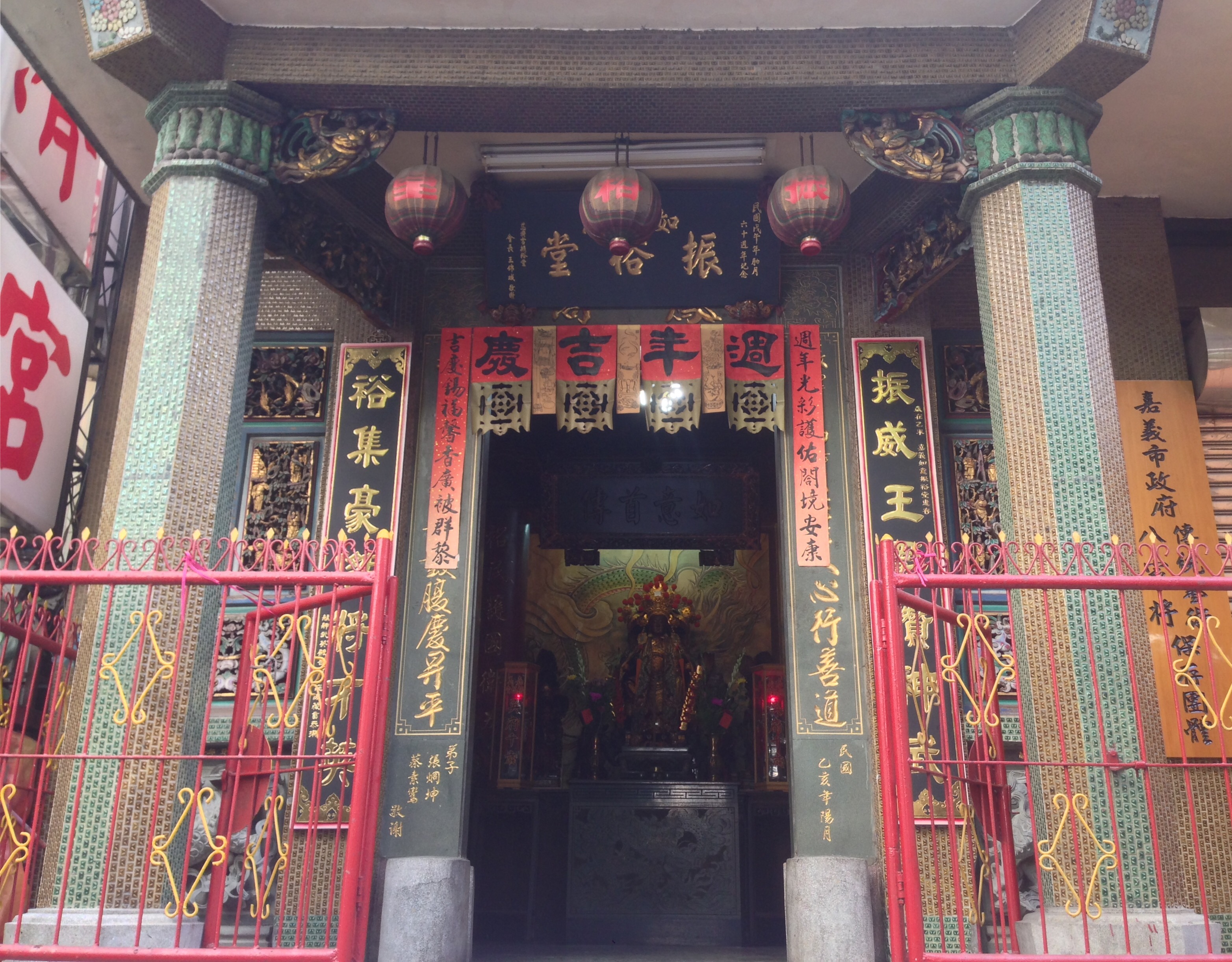
Altar im Ciji Gong

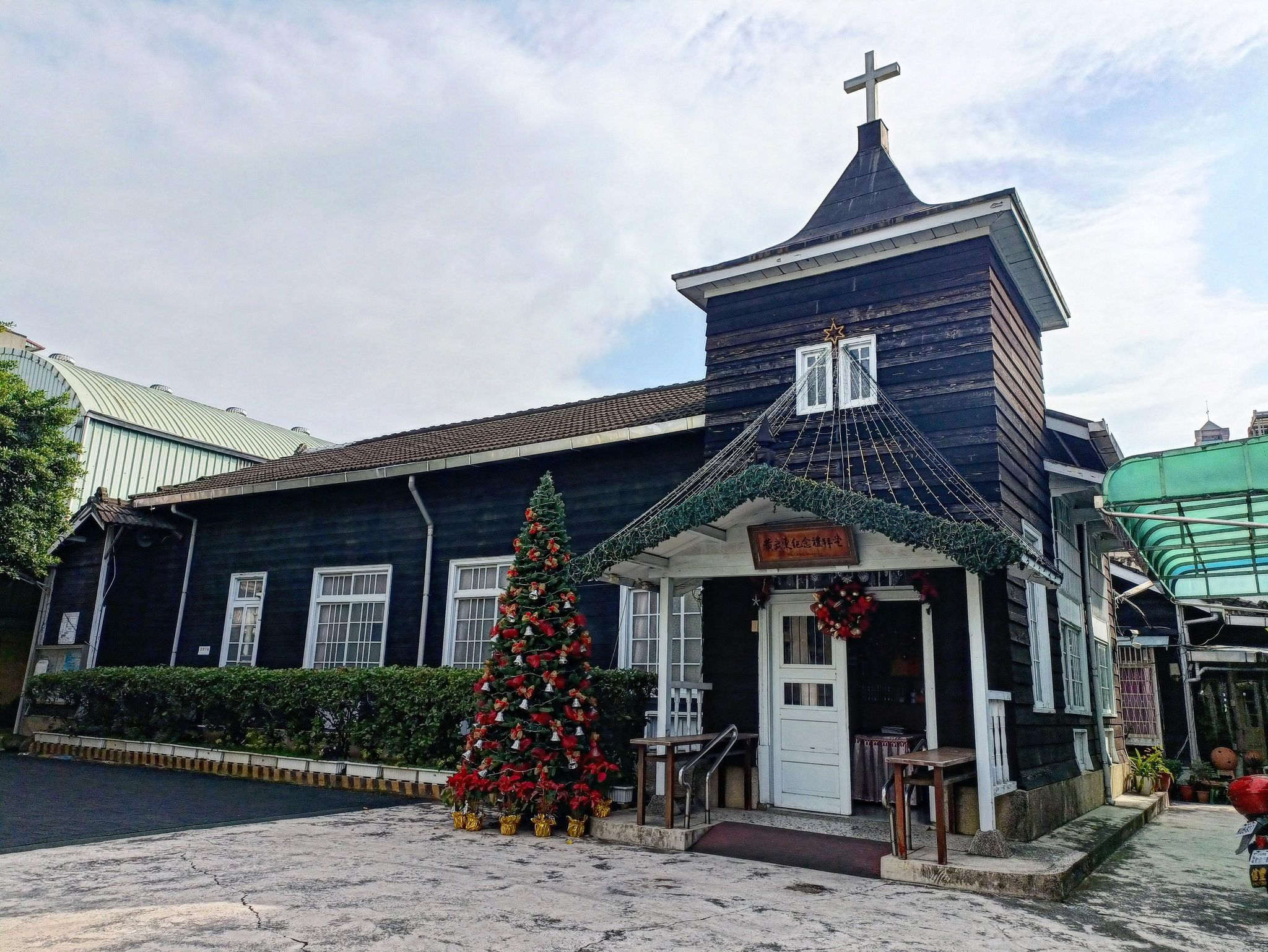
Die Kirche der Ximen-Gemeinde

Der Bezirk beherbergt eine Reihe daoistischer und buddhistischer Tempel sowie einige christliche Gemeinden. Ein religiöses Zentrum ist das Heiligtum Ciji Gong (嘉義慈濟宮), in dem hauptsächlich die Wu Fu Qiansui, eine Gruppe daoistischer Gottheiten verehrt werden. Die Kirche der Ximen-Gemeinde (西門長老教會禮拜堂) wurde 1941 von japanischen Christen errichtet und nach dem Zweiten Weltkrieg der Presbyterianischen Kirche übergeben.
Im Westbezirk liegt der Wenhua-Road-Nachtmarkt (文化路夜市), bekannt für seine lokalen Spezialitäten. Eine weitere kulinarische Berühmtheit ist das Gebäck der New Taiwan Bakery (新台灣餅舖), einer während der japanischen Kolonialzeit im Jahr 1901 gegründete Bäckerei.
Im Westbezirk befindet sich auch das Kunstmuseum Chiayi (嘉義市立美術館). Ein beliebtes Ausflugsziel ist der Park am Beixiang-See (北香湖) im Norden des Bezirks.